# Park Narodowy „Sałair”
Park Narodowy „Sałair” (ros. Национальный парк «Салаир») – park narodowy w Kraju Ałtajskim w Rosji. Znajduje się na terenie czterech rejonów: zarińskiego, togulskiego, jelcowskiego i soltońskiego. Jego obszar wynosi 1 612,20 km². Park został utworzony dekretem rządu Federacji Rosyjskiej z dnia 11 września 2020 roku. W jego skład weszły m.in. trzy dotychczasowe zapowiedniki: Jelcowskij, Togulskij i Sary-Czumyszkij.

## Opis
Park składa się z pięciu osobnych części. Wszystkie znajdują się na południowo-zachodnich zboczach Wyżyny Sałairskiej. Obiektem ochrony jest tajga na zboczach niewysokich wzgórz znajdujących się na wyżynie.
Głównym typem roślinności w parku jest ciemna tajga - lasy jodłowo-osikowe z wysoką trawą na polanach i łąkach leśnych. Wysokość trawy może sięgać czterech metrów. Tylko tutaj, w Kraju Ałtajskim, rośnie lipa syberyjska (Tilia sibirica). Żyje tu również szereg innych endemicznych, rzadkich i zagrożonych gatunków flory i fauny. Oprócz lasów jodłowych i osikowych na terenie parku występują m.in. masywy starych lasów sosny syberyjskiej i świerków syberyjskich, a także lasy sosnowe.
Do tej pory na terenie parku odkryto 29 gatunków roślin i 44 gatunki zwierząt zagrożonych wyginięciem. Odkryto tu miejsca lęgowe bociana czarnego, trzmielojada czubatego, orlika grubodziobego, sokoła wędrownego, puchacza zwyczajnego i innych rzadkich ptaków. Wśród dużych ssaków park zamieszkują takie zwierzęta jak: niedźwiedź brunatny, łoś euroazjatycki, jeleń szlachetny, sarna syberyjska, ryś euroazjatycki, borsuk azjatycki, świstak stepowy i wydra europejska.